# Franciszek Tepa
Franciszek Tomasz Tepa (sinh ngày 17 tháng 9 năm 1829 tại Lwów - mất ngày 23 tháng 12 năm 1889 tại Lwów) là một họa sĩ hiện thực người Ba Lan sống giữa thế kỷ 19. Ông chuyên vẽ tranh chân dung và tranh về các chủ đề phương Đông. Trong cuộc Cách mạng năm 1848 (còn được gọi là Mùa xuân của các quốc gia), Tepa đã tham gia vào phong trào độc lập. Ông vẽ hàng loạt tranh chân dung của các nhà lãnh đạo Ba Lan trong Cuộc nổi dậy tháng 11 chống lại các phe phái nước ngoài của Ba Lan, bao gồm Joachim Lelewel, Józef Dwernicki và Józef Chłopicki cùng nhiều người khác. Sau đó, ông bị bắt và bỏ tù như một tù nhân chính trị ở thủ đô Vienna của Áo-Hung.

## Tiểu sử
Cha ông là một thợ làm bánh kẹo. Tepa bắt đầu nghiên cứu mỹ thuật tại "Akademia Stanowa", làm học trò của Jan Maszkowski từ năm 1842 đến năm 1844. Trong hai năm 1847 và 1848, ông đi học tại Học viện Mỹ thuật Vienna, làm học trò của Ferdinand Waldmüller. Từ năm 1849 đến năm 1852, ông học tại Học viện Mỹ thuật, Munich, làm học trò của Wilhelm Kaulbach. Trong giai đoạn 1854-1860, ông theo học École nationale supérieure des Beaux-Arts, làm học trò của Ary Scheffer và Léon Cogniet. Khi ở Vienna, Tepa đã tham gia vào các cuộc Cách mạng năm 1848.

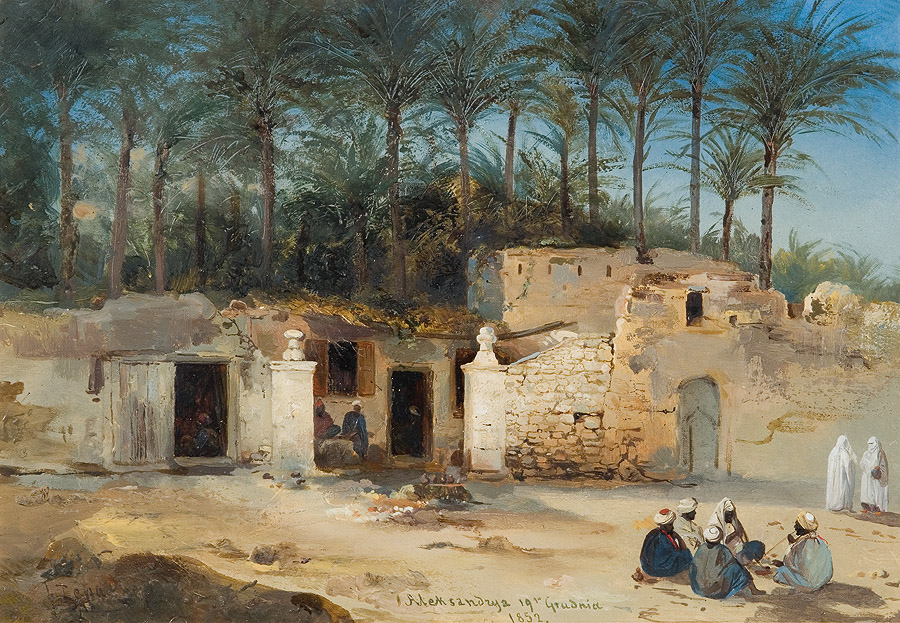
Ở Ai Cập (Gần Alexandria, 1852)

Năm 1852, cùng với nhà ly khai người Galicia Adam Józef Potocki, vợ ông, và nhà báo Maurycy Mann (1814-1876), Tepa đã thực hiện một chuyến đi đến Hy Lạp, Ai Cập và Palestine. Thành quả của chuyến đi là sự ra đời của một số bức tranh đầu tiên theo phong cách chủ nghĩa phương Đông của Ba Lan. Ông cũng mang về một số cổ vật, sau này chúng được triển lãm ở Ossolineum.
Từ Paris trở về Ba Lan vào năm 1860, Tepa quyết định định cư lâu dài ở Lwów. Tại đây, thay mặt cho Bá tước Włodzimierz Dzieduszycki, người sáng lập "Bảo tàng Lịch sử Tự nhiên Nhà nước", ông nghiên cứu về cuộc sống đời thường và các phong cảnh của địa phương. Cũng trong thời gian này, Tepa đã được đề nghị vị trí giáo sư tại Học viện Mỹ thuật Kraków nhưng ông từ chối vì mong muốn ở lại Lwów.
Ông chuyên vẽ tranh chân dung, nổi tiếng với những tranh khổ nhỏ được vẽ trên ngà voi. Ông có nhiều học trò. Một trong những học trò nổi tiếng nhất của ông là Franciszek Żmurko. Nhiều tác phẩm của ông vẫn còn ở Lwów (Lviv) khi nơi này được chuyển giao cho Ukraine kiểm soát sau Chiến tranh thế giới thứ hai.